# Độc tố thủy sản
Dưới đây là danh mục độc tố từ thủy sản, hải sản

## Độc tố thủy sản tự nhiên

### Tetrodotoxin
- Tetrodotoxin (Puffer Fish Poisoning) là một loại độc tố thần kinh sinh ra do sự cộng sinh giữa vi sinh vật lên cơ thể cá nóc.
- Nguồn gốc: tetrodotoxin tìm thấy trong da, gan, cơ thịt một số loài như: cá nóc, bạch tuộc. Nguồn gốc sinh ra tetrodotoxin hiện nay còn chưa biết rõ. Người ta cho rằng, tetrodotoxin sinh ra do sự ký sinh của một số loài phiêu sinh động vật lên cơ thể thủy sản.
- Cấu trúc Octahydro-12-(hydroxymethyl)-2-imino-5,9:7,10a-dimethano- 10aH-[1,3]dioxocino[6,5-d]pyrimidine-4,7,10,11,12-pentol

LD 50 8–20 mg/kg lượng sử dụng
- Triệu chứng: Tê, ngứa môi và phía trong miệng, yếu, liệt cơ hoành và cơ ngực, hạ huyết áp, triệu chứng xảy ra sau 10 phút và dẫn đến tử vong sau 30 phút.
- Cơ chế tác động: Vận chuyển ion thần kinh; tetrodotoxin ngăn cản sự tăng điện áp gây ra bởi Na của tế bào thần kinh, sự truyền dẫn xung thần kinh. Guanidinium của độc tố làm nghẽn mạch,vì gây ra sự thay thế Na trong việc phát điện khi màng tế bào bị kích thích, và vật còn lại của phân tử máu trong mạch.
- Đặc tính: Trọng lượng phân tử: 319.27, C11H17N3O8
- Đường xâm nhập: Ăn phải, hít phải, dính trên da.

### DSP
Độc tố gây tiêu chảy (Diarrhetic Shellfish Poisoning) là nhóm gồm nhiều độc tố, sinh ra do nhuyễn thể ăn phải tảo độc thuộc nhóm dinoflagellates loài Dinophysis spp, Aurocentum, prorocentrumlima.
- LD_50: 192 µg.kg (i.p.) ở chuột.
- Triệu chứng: biểu hiện bệnh sau 30 phút cho đến vài giờ sau khi dùng phải nhuyễn thể có chứa độc tố. Rối loạn đường ruột (tiêu chảy, nôn mửa, đau bụng) nạn nhân có thể bình phục sau 3-4 ngày không cần điều trị. Chưa thấy tử vong
- Đường xâm nhập: Đường miệng

### PSP
Độc tố gây liệt cơ (Paralytic Shellfish poisoning)
- Mã số CAS 35554-08-6
- Nguồn gốc: Sinh ra bởi vi sinh vật sống cộng sinh trên một sinh vật khác, gồm các tảo dinoflagellates Gonyaulax catenella và G. tamarensis; tìm thấy ở các loài nhuyễn thể ở vùng Alaska, Saxidomus giganteus và các loài, Mytilus californianeus. Độc tố có thể sản sinh riêng biệt bởi S. giganteus hay M. californianeus.
- LD_50 10 µg.kg (ăn phải); 2.0 µg.kg (Ngửi)
- Triệu chứng: Tê, yếu cơ, khó thở, liệt cơ
- Cơ chế tác động: Ưc chế enzyme Cholinesterase
- Đặc tính Trọng lượng phân tử: 299.29 C10H17N7O4
- Xâm nhập: Ăn phải, ngửi phải.

### NSP
Độc tố thần kinh (Neurotoxin Shellfish Poisoning)
- Nguồn gốc: Sinh ra bởi trùng roi đáy Gymnodinium breve, và loài trùng roi khủng Ptychodiscus trevis là một loại dinoflagellate tìm thấy ở Vịnh Mexico và vùng Caribbean. Mặc dù vậy, loài này cũng gây ra các vụ tương tự trên thế giới. Tìm thấy trong suốt thời kỳ thủy triều đỏ từ cuối mùa hè cho đến mùa thu hàng năm ngoài khơi Florida tiêu diệt lượng lớn cá và chim.
- Cấu trúc Có các đồng phân: Brevetoxins 1- 9 (PbTx1 -9). Trong đó: PbTx1 – 3 là dạng chiếm ưu thế, PbTx1 có tác dụng mạnh nhất
- LD_50 180ηg.kg ở chuột, 4 ng.ml ở cá.
- Triệu chứng: Giống độc tố PSP
- Cơ chế tác động: Giải phóng Na+ trong quá trình vận chuyển ion vào trong tế bào. Không điều chỉnh được Na+ vào trong tế bào. Thay đổi đặc tính của tế bào, Brevetoxin có thể nối với phần rời ở cổng h kênh Na+, gây ra sự giải phóng thần kinh phá huỷ Acetylcholine gây co cơ.
- Đặc tính: Trọng lượng phân tử: 900
- Đường xâm nhập: Đường miệng

### ASP
Độc tố gây mất trí nhớ (Amnesic Shellfish Poisoning)
- Nguồn gốc ASP, domoic acid sinh ra từ tảo đỏ Chondiria armuta, sản sinh từ tảo đỏ Digenea simplex, Pseudo – nitzschia pungren f. multiseries. Domoic acid thuộc nhóm protein gọi là kainoid, thuộc nhóm kích thích thần kinh hay độc tố kích thích, gây trở ngại cho chu trình vận chuyển thần kinh ở não.
- Cấu trúc Domoic acid, kainic acid và các đồng phân: 5’ epi – DA,Isodomoic acid A – H.
- LD_50 4 mg.kg ở chuột
- Triệu chứng: Gây buồn nôn và tiêu chảy sau 30 phút – 6 giờ, tác động dạ dày, thần kinh gây hoa mắt, choáng, ngất có thể bình phục sau vài ngày. Nếu nồng độ cao có thể phá huỷ tế bào thần kinh tạm thời hoặc vĩnh viễn gây mất trí nhớ, có thể dẫn đến tử vong.
- Cơ chế tác động: Hoạt hóa thụ quan Kainate Glutamate, kết quả làm tăng Ca^2+ nội bào. Liên kết với NMDA và NMDA glutamate thụ cảm, điện áp phụ thuộc vào kênh calcium. Độc tố thần kinh,  DA làm tăng cao Ca^2+ và thương tổn tiếp theo vùng não nơi đường dẫn glutaminergic có nồng độ tăng cao, đặc biệt trong vùng CA1 và CA3, vùng chịu trách nhiệm về việc việc học và nhớ. Tuy vậy, liều lượng gây mất trí nhớ thấp hơn mức gây độc. Mức tác dụng của việc ăn phải về thực chất thấp hơn (35–70 mg.kg).
- Đặc tính: Trọng lượng phân tử: 311,14 C15H21NO6
- Đường xâm nhập: Ăn phải.

### CFP
Ciguatera Fish Poisoning là loại độc tố gây độc phổ biến nhất. Có khoảng 400 loài cá có thể nhiễm độc. Liều lượng gây hại là 1 ppb.
- Nguồn gốc: Sinh ra bởi loài trùng roi đáy Gambierdicus toxicus ký sinh trên cá.
- Cấu trúc: Gồm 2 độc tố chính là: Ciguatoxin và Maitotoxin
- LD_50 0,1g.kg Maitotoxin, 0,4g.kg Ciguatoxin (chuột)
- Triệu chứng: Xuất hiện vài giờ sau khi ăn: nôn, tiêu chảy, ngứa, yếu, mệt kéo dài 2 – 3 ngày có khi đến 1 năm. Có thể gây vỡ mạch máu dẫn đến tử vong.
- Cơ chế tác động: Ciguatoxin tan trong dầu, ngăn cản kênh vận chuyển ion Na^+ trong màng tế bào dẫn đến sự không cực của màng (depolarization) làm ngừng xung điện thần kinh. Gây ra chứng tắt nghẽn thần kinh. Nạn nhân tử vong do tê liệt hô hấp.
- Trọng lượng phân tử: ciguatoxin: 1.000; Maitotoxin: 3.400
- Đường xâm nhập: Đường miệng